# Agapetes forrestii
Agapetes forrestii är en ljungväxtart som beskrevs av William Edgar Evans. Agapetes forrestii ingår i släktet Agapetes och familjen ljungväxter. Inga underarter finns listade i Catalogue of Life.